# Джорджтаун Хойяс (баскетбол)
Джорджтаун Хойяс (англ. Georgetown Hoyas) — студенческая баскетбольная команда, представляющая Джорджтаунский университет в первом баскетбольном мужском дивизионе NCAA. Команда была основана в 1907 году и располагается в Вашингтоне (округ Колумбия). В настоящее время команда выступает в конференции Big East. Домашние игры проводит в «Кэпитал Уан-арене». Главным тренером команды является Джон Томпсон III. «Хойяс» известны не только своими успешными выступлениями в студенческом чемпионате, но и большим количеством игроков, получивших известность как на баскетбольной площадке на профессиональном уровне, таких как Патрик Юинг, Дикембе Мутомбо и Аллен Айверсон, так и за её пределами. Среди них конгрессмен Генри Глайд и генерал Джеймс Л. Джонс.
Команда в 1984 году становилась национальным чемпионом и пять раз выходила в Финал Четырёх. В последний раз «Хойяс» достигали такого успеха в 2007 году. За свою историю «Хойяс» семь раз становились победителями турнира конференции Big East и десять раз становились победителями регулярного чемпионата конференции Big East. Команда двадцать восемь раз принимала участие в турнире NCAA и двенадцать раз в Национальном пригласительном турнире.

## История

### Последние годы
В сезоне 2009/10 годов команда завершила сезон с результатом 23-11, сыграв внутри конференции с результатом 10-8. «Хойяс» дошли до финала конференции, где проиграли Западной Виргинии. По результатам сезона Джорджтаун получил путёвку в чемпионат NCAA, получив третий номер посева в Среднезападном регионе. Однако уже в первом же раунде команда проиграла 14 номеру посева Огайо. По окончании чемпионата один из лидеров «Хойяс» второгодка Грег Монро выставил свою кандидатуру на драфт НБА, где был выбран «Детройт Пистонс». В сезоне 2010/11 лидерами «Хойяс» стали Остин Фримен и Крис Райт. В начале чемпионата команда одержала множество побед над сеяными командами, однако в конце сезона из-за травмы Райта уступила три игры подряд. «Хойяс» вновь получили приглашение участвовать в чемпионате NCAA, но как и годом ранее проиграли уже в первом раунде.
Перед началом сезона 2011/12 «Хойяс» сыграли несколько товарищеских матчей в Китае с местными баскетбольными командами. На первой игре, в которой «Хойяс» одержали победу над «Шаньси Чжунъюй», присутствовал вице-президент США Джо Байден. Во втором матче Джорджтаун встречался с «Баи Рокетс». Концовка этой игры была омрачена потасовкой между игроками, из-за чего баскетболисты «Хойяс» были вынуждены покинуть площадку. «Хойяс» удалось одержать победу в двух заключительных матчах против «Ляонин Хантерс» и национальной сборной Китайского Тайбэя, которые прошли без инцидентов.
В сезоне 2012/13 Джорджтаун считались одними из главных претендентов на победу в турнире конференции Big East, однако проиграли в полуфинале. В турнире NCAA команда получила второй номер посева в Южном регионе и во втором раунде встретилась с новичком турнира университетом Флориды на побережье Мексиканского залива. «Хойяс» уступили «Иглз» со счётом 78:68, и в четвёртый раз подряд вылетели из турнира NCAA, уступив команде с номером посева ниже 9.

## Выпускники
«Хойяс» являются одной из лучших команд по подготовке баскетболистов для НБА. Два игрока «Хойяс» были выбраны на драфте НБА под первым номером: Патрик Юинг в 1985 году и Аллен Айверсон в 1996 году. На драфте НБА 1992 года под вторым номером был выбран Алонзо Моурнинг. Среди выпускников баскетбольной команды университета были и такие игроки, который первоначально не были выбраны на драфте, но позже всё равно попали в НБА, например, Джарен Джексон в 1989 году и Генри Симс и Крис Райт в 2013 году.
Несколько бывших игроков баскетбольной команды Джоджтауна впоследствии стали известны благодаря своей деятельности за пределами игровой площадки. Брендан Гохан стал гонщиком NASCAR Camping World Truck Series и один сезон принимал участие в Cup Series. Джеймс Л. Джонс, выступавший за баскетбольную команду в середине 1960-х годов, вступил в корпус морской пехоты США, а позже стал Комендантом корпуса и верховным главнокомандующим ОВС НАТО в Европе и был советником президента США по национальной безопасности Барака Обамы. Пол Таглиабю, выступавший за «Хойяс» в начале 1960-х годов, был одним из лучших игроков по подборам в истории университета, работал комиссаром Национальной футбольной лиги с 1989 по 2006 год, а в настоящее время является председателем совета директоров Джорджтауна. Генри Глайд, в 1943 году дошедший с «Хойяс» до финала турнира NCAA, был избран в Конгресс от штата Иллинойс и был председателем Палаты юридического комитета. За свои заслуги он был удостоен самой почётной медалью — медалью Свободы. Уильям Шей, игравший за университет в 1920-х годах, работал адвокатом в Нью-Йорке и основал в городе бейсбольный клуб «Нью-Йорк Метс». В его честь был назван домашний стадион «Метс» — «Шей-стэдиум», который был снесён в 2008 году, а на его месте построен новый стадион «Сити-филд».

## Достижения
- Чемпион NCAA: 1984
- Финалист NCAA: 1943, 1982, 1985
- Полуфиналист NCAA: 1943, 1982, 1984, 1985, 2007
- Четвертьфиналист NCAA: 1943, 1980, 1982, 1984, 1985, 1987, 1989, 1996, 2007
- 1/8 NCAA: 1980, 1982, 1984, 1985, 1987, 1989, 1995, 1996, 2001, 2006, 2007
- Участие в NCAA: 1943, 1975, 1976, 1979, 1980, 1981, 1982, 1983, 1984, 1985, 1986, 1987, 1988, 1989, 1990, 1991, 1992, 1994, 1995, 1996, 1997, 2001, 2006, 2007, 2008, 2010, 2011, 2012, 2013, 2015
- Победители турнира конференции: 1975, 1976, 1979, 1980, 1982, 1984, 1985, 1987, 1989, 2007
- Победители регулярного чемпионата конференции: 1939, 1980, 1984, 1987, 1989, 1992, 1996, 1997, 2007, 2008, 2013